# Oxidação de Pfitzner-Moffatt
A oxidação de Pfitzner–Moffatt, algumas vezes citada simplesmente como oxidação de Moffatt, é uma reação química a qual desceve a oxidação de álcoois primários e secundários por sulfóxido de dimetila (DMSO) ativado com uma carbodiimida, tal como dicicloexilcarbodiimida (DCC).  